# Stade du Pays de Charleroi
 (décembre 2024).
Si vous disposez d'ouvrages ou d'articles de référence ou si vous connaissez des sites web de qualité traitant du thème abordé ici, merci de compléter l'article en donnant les références utiles à sa vérifiabilité et en les liant à la section « Notes et références ».
Le stade du Pays de Charleroi également appelé Mambourg est une enceinte sportive située à Charleroi en Belgique.
Principal équipement sportif de la Ville de Charleroi, Il est utilisé par le club de football du Sporting de Charleroi depuis son inauguration en 1939.

## Historique
Créé en 1939, le stade du Pays de Charleroi fut agrandi et modernisé pour la tenue de plusieurs rencontres de l' euro 2000 et reçu son nouveau nom en remplacement de celui de Stade du Mambourg en mai 1999.
Sa capacité était de 30 000 places pour l' Euro mais a été réduite peu après à 23 186 places, enlevant le troisième étage de la tribune III, faisant face à la tribune principale, afin de baisser la hauteur totale de l'édifice.

### Démontage des tribunes supérieures

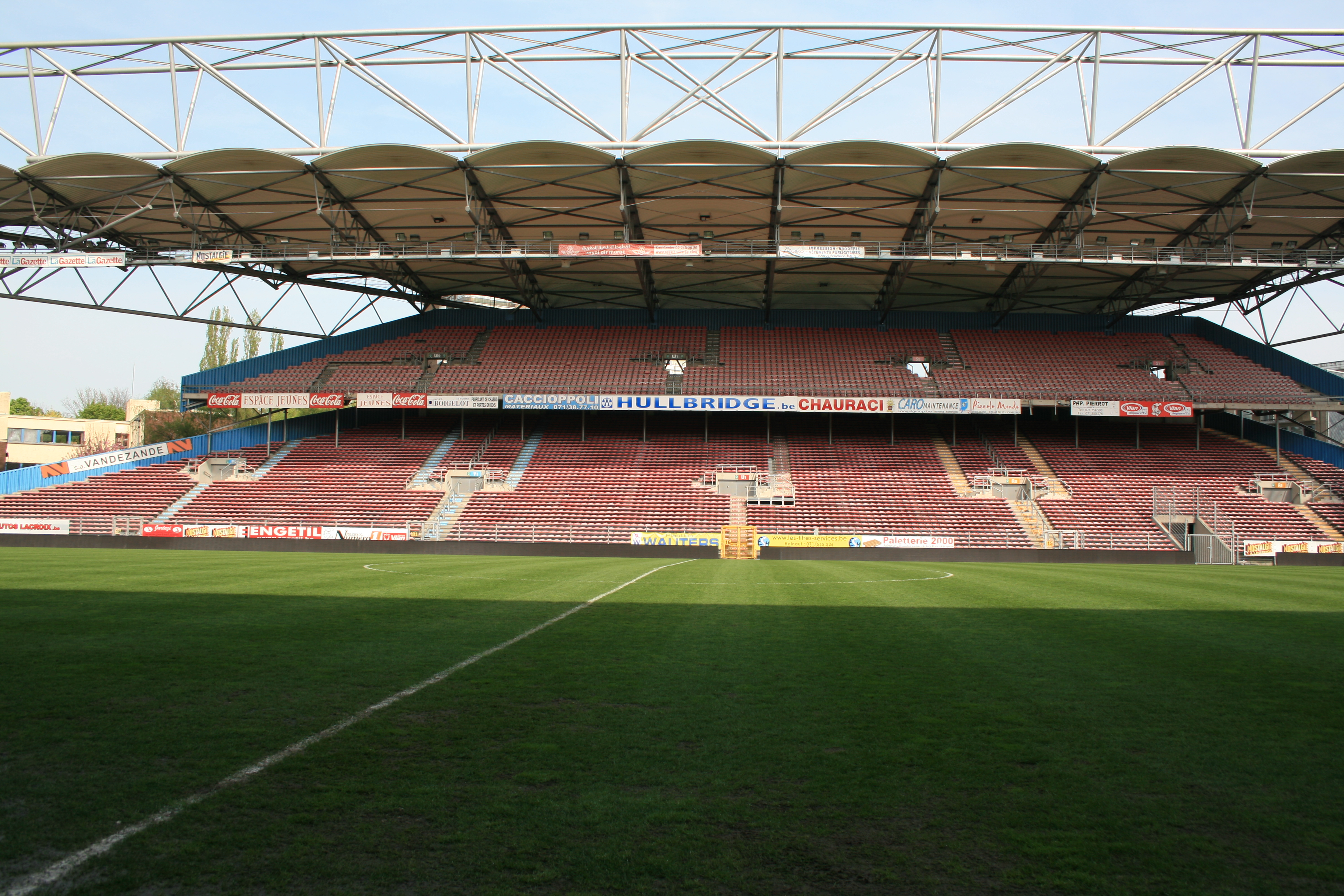
Stade en 2011, avant le démontage des tribunes supérieures.

À la fin des années 1990, les tribunes sont agrandies et surélevées, en vertu d'un permis d'urbanisme qui sera suspendu par le Conseil d'État, puis annulé par celui-ci.
Dès la saison 2012-2013, le stade du Pays de Charleroi fera peau neuve. La déconstruction devrait se faire en évitant au maximum les conséquences sur la tenue des rencontres. Le futur stade, une fois amputé de ses tribunes supérieures, devrait compter un peu plus de 14 000 places.

### Nouvelle toiture
Dès la fin de la saison 2013-2014, la ville profite de l'inter saison pour installer de nouveaux toits sur les tribunes T2, T3 et T4. Les travaux sont achevés en septembre 2013.

### Un stade pour jouer l'Europe
Après une excellente saison 2014-2015, le club se qualifie pour les tours préliminaires de la Ligue Europa et fait son retour en Europe après 21 ans d'absence.

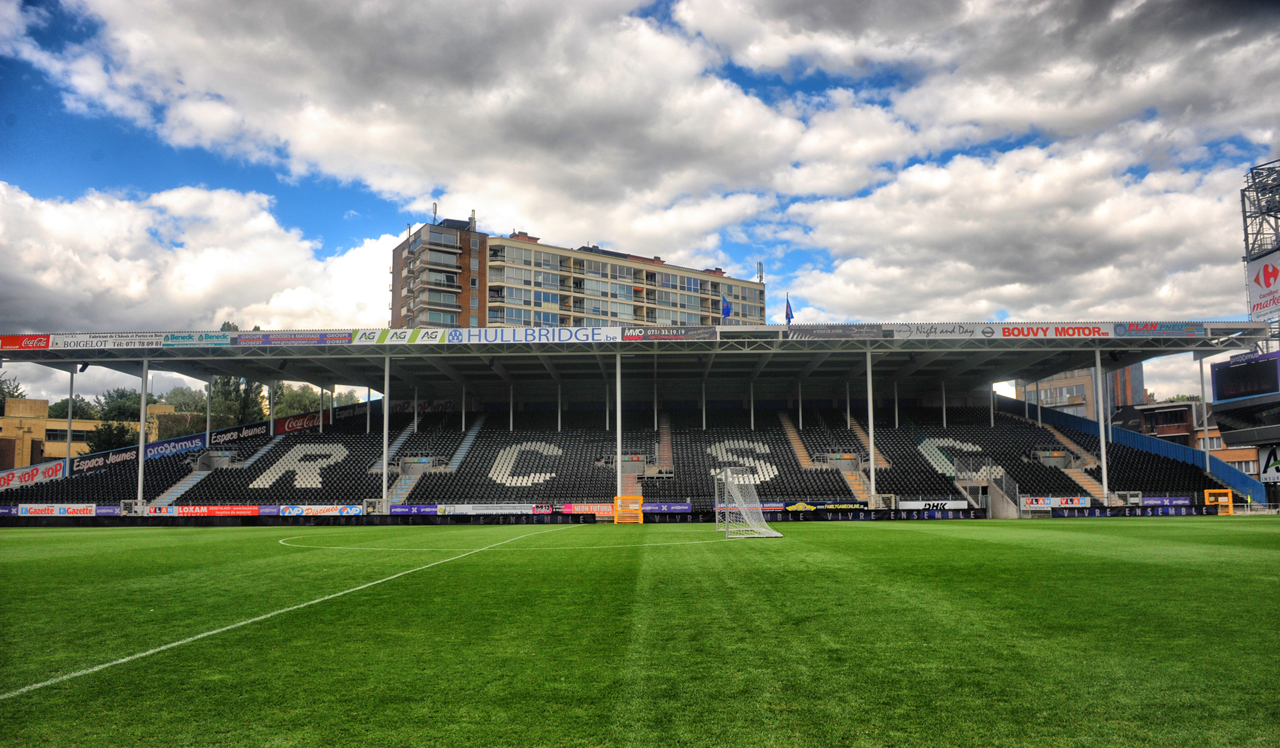
Peau neuve de la T3

Le club prend en charge une partie du budget pour installer de nouveaux sièges, afin que le stade soit conforme aux normes UEFA.
Pour cette occasion, Charleroi remporte le 2e tour en battant le Beitar Jérusalem (victoire 5-1 à l'aller et 4-1 au retour) mais les Zèbres se font éliminer par le Zorya Louhansk au troisième tour (défaite 0-2 et 3-0).
Pour la saison 2020-21, le club se qualifie pour le troisième tour de la Ligue Europa où ils parviennent à éliminer le Partizan Belgrade (victoire 2-1).

## Construction d'un nouveau stade pour 2027
Le Royal Charleroi Sporting Club prévoit de construire un nouveau stade d'une capacité de 20 000 personnes d'ici 2026. Le futur « Pays de Charleroi », baptisé ZebrArena, sera situé à Marchienne-au-Pont, dans le Parc Equipé sur base d'un projet architectural dû à Cyril Rousseaux et à son atelier d'architecture Carré 7. Le chantier devrait débuter vers la fin de l'été 2025 et durer environ deux ans.
La particularité de cette nouvelle enceinte sera sa multifonctionnalité. En plus, d'accueillir les futures rencontres de football de l'équipe première, elle organisera également une quarantaine d'événements par an (spectacles, concerts, etc.).
Le budget du projet, initialement prévu de 60 millions d'euros, tournera finalement autour de 75 millions d'euros et sera financé entièrement sur fonds propres.

## Matchs internationaux

### Euro 2000
Lors de l'Euro 2000, le stade accueille 3 rencontres du premier tour.
| Date         | Équipe 1       | Équipe 2  | Score | Affluence |
| ------------ | -------------- | --------- | ----- | --------- |
| 13 juin 2000 | RF Yougoslavie | Slovénie  | 3 - 3 | 15 000    |
| 17 juin 2000 | Angleterre     | Allemagne | 1 - 0 | 30 000    |
| 20 juin 2000 | Angleterre     | Roumanie  | 2 - 3 | 30 000    |

### Équipe nationale de Belgique
| Date             | Équipe 1 | Équipe 2 | Score | Affluence |
| ---------------- | -------- | -------- | ----- | --------- |
| 4 septembre 2004 | Belgique | Lituanie | 1 - 1 | 19 218    |

## Galerie

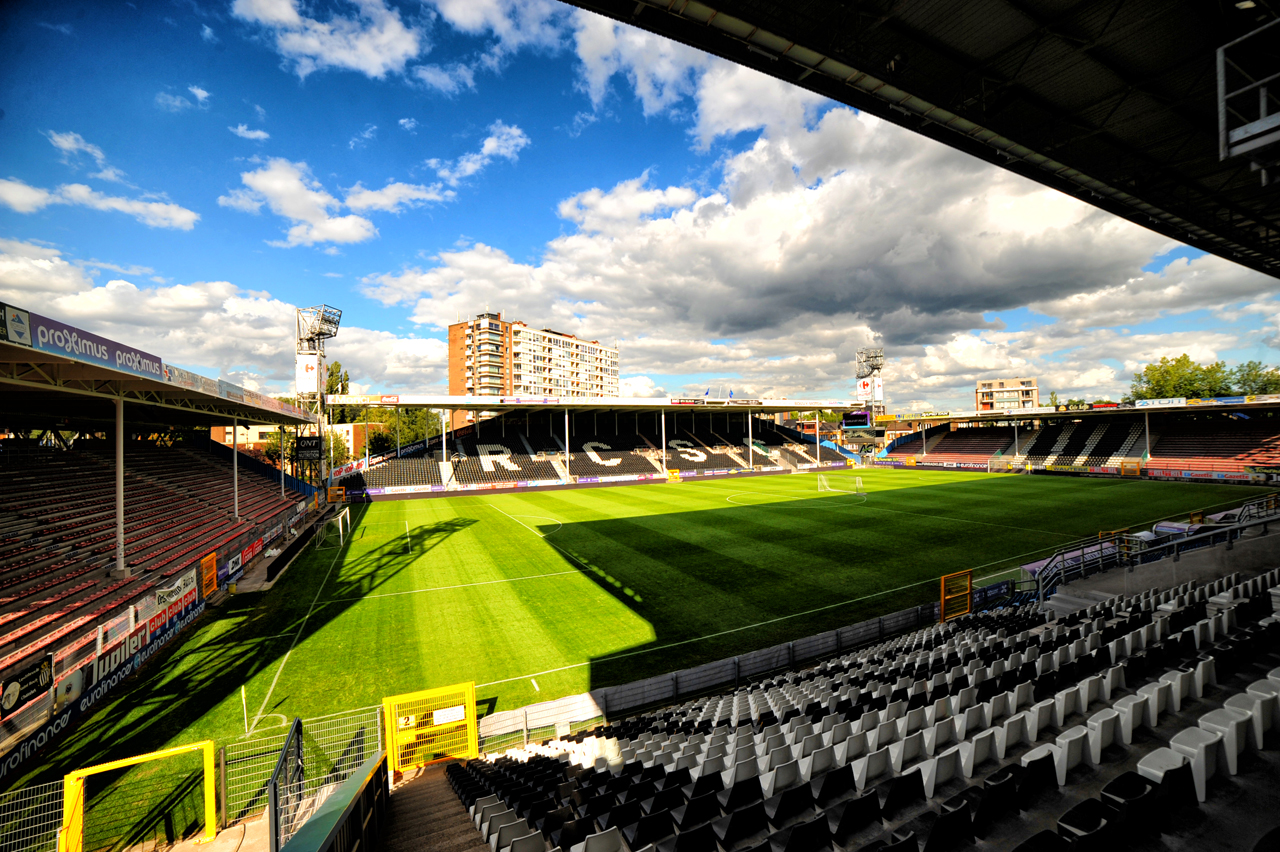
Vue d'ensemble du stade
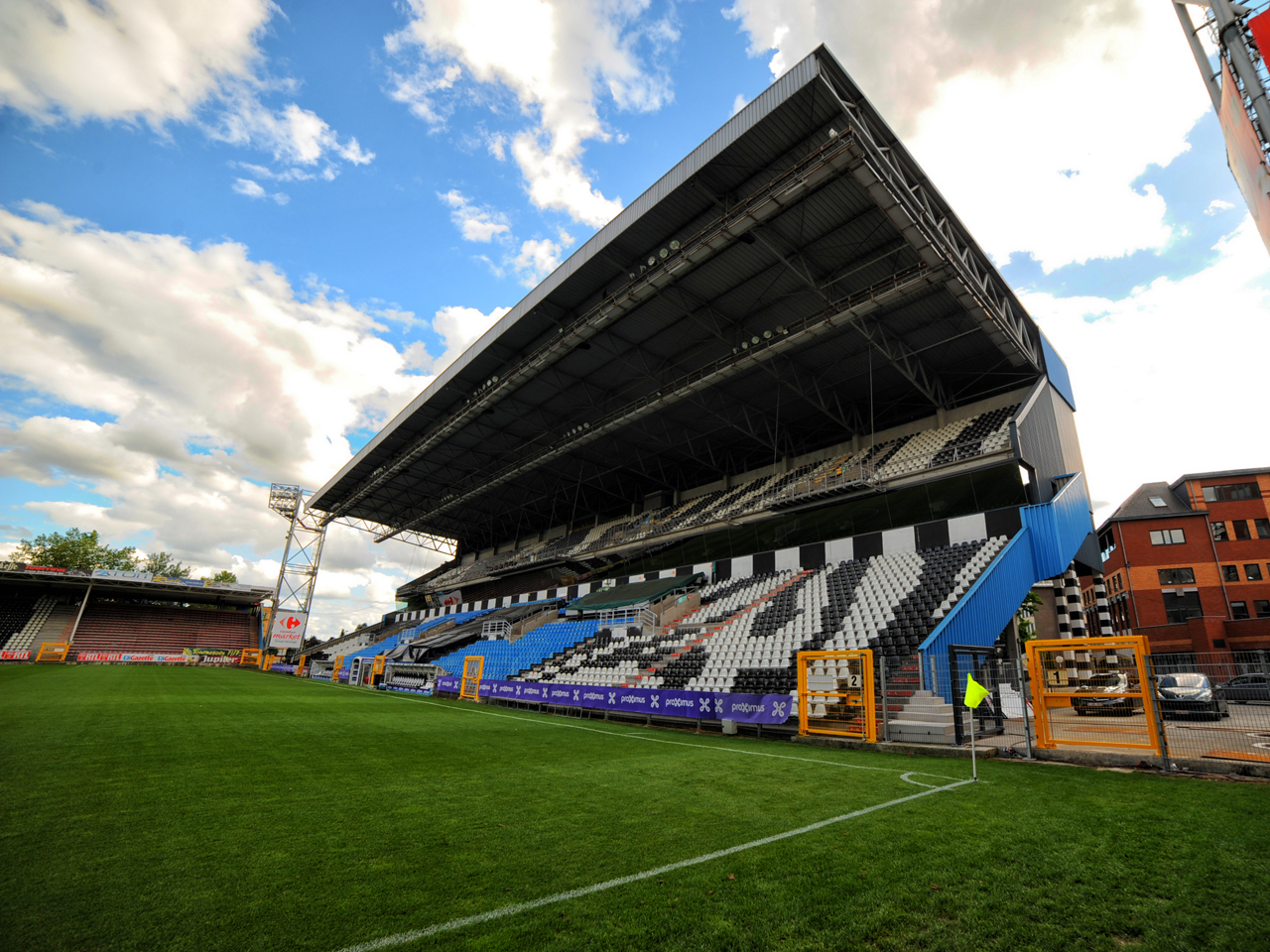
La tribune 1 (T1)
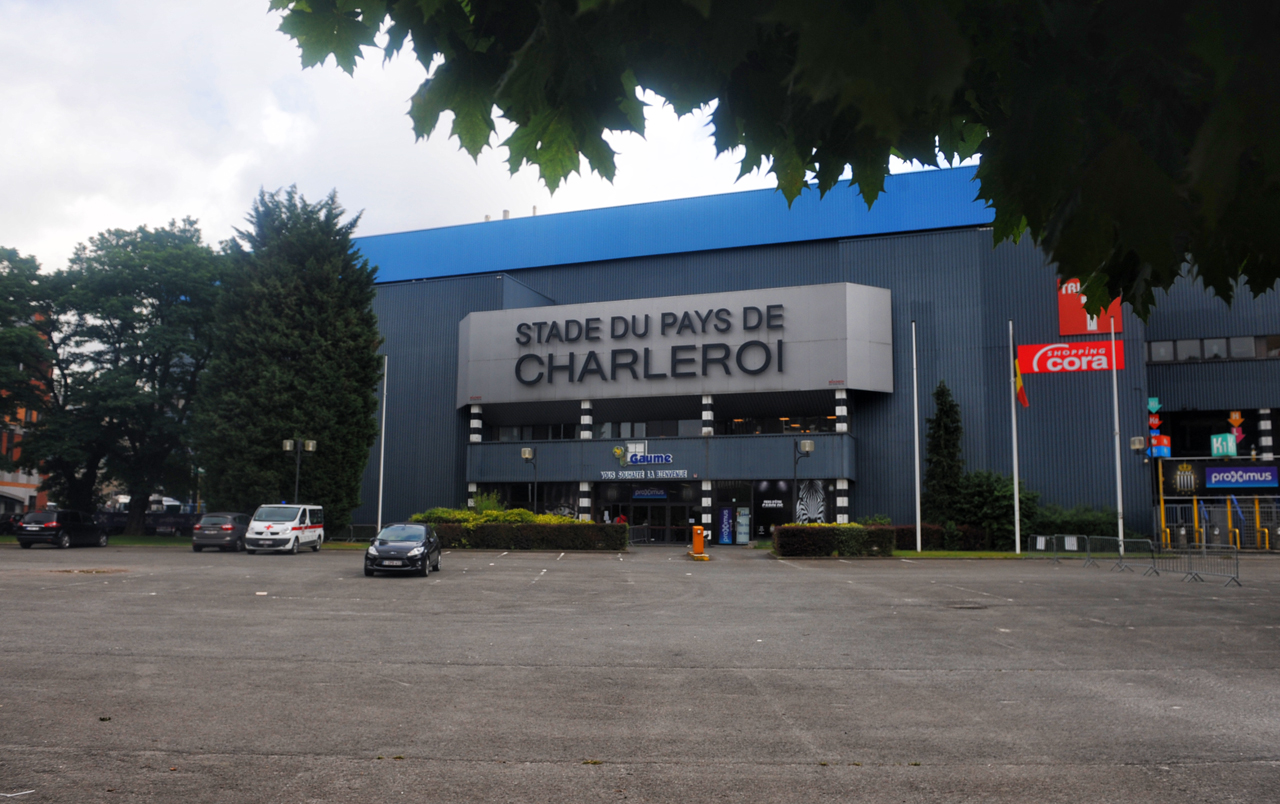
Entrée du stade
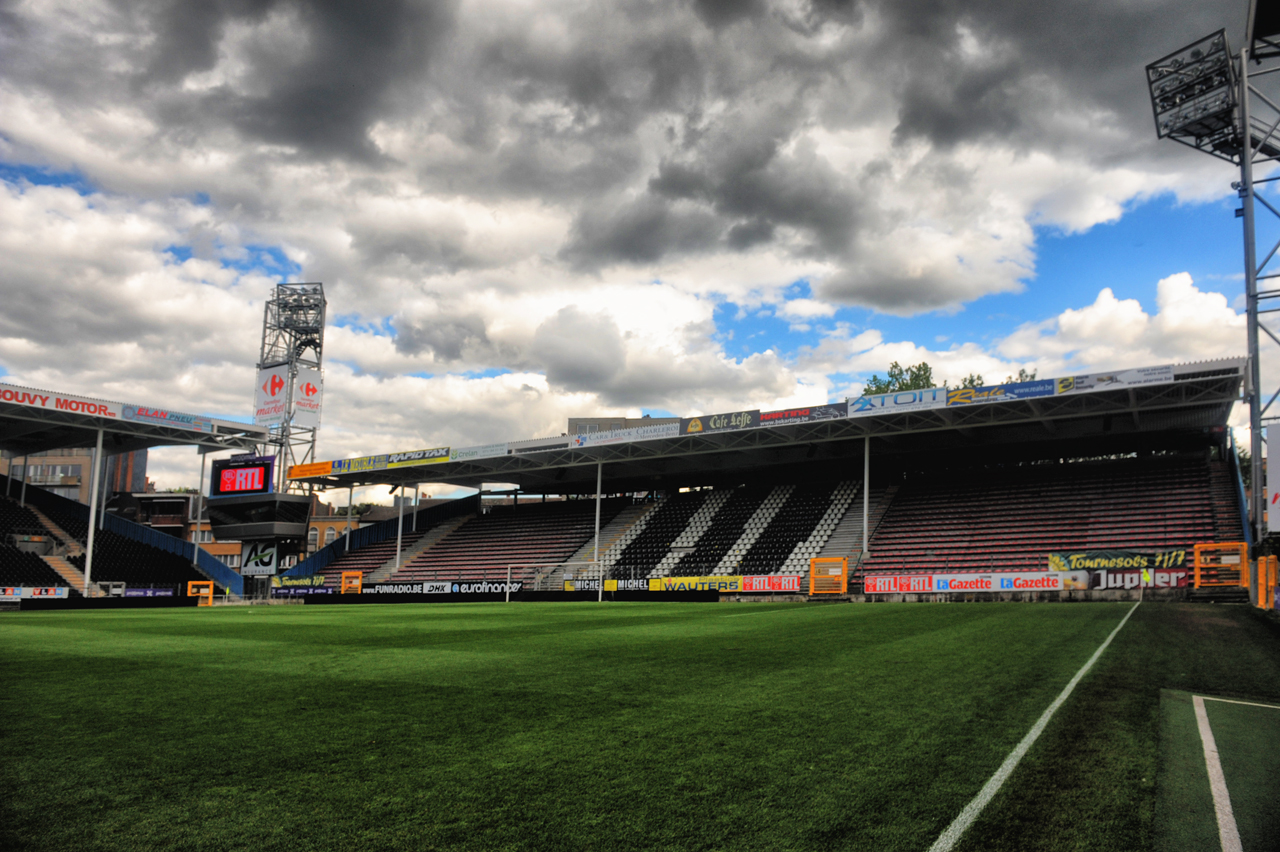
Tribune des visiteurs
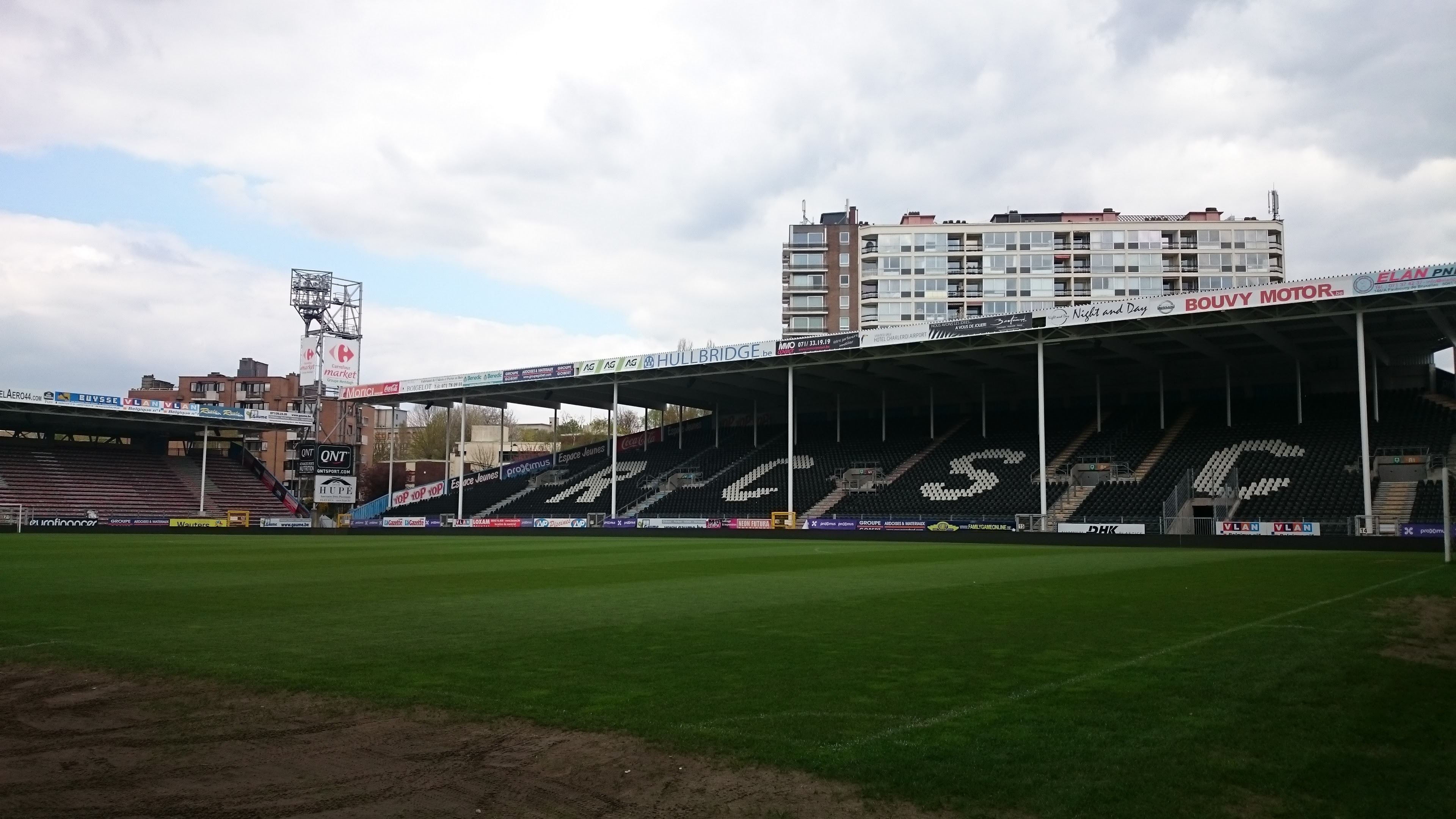
La tribune 3 (T3)